# Catherine L. Moore
Catherine Lucile Moore, als Autorin meist C. L. Moore oder in ihren letzten Büchern Catherine L. Moore (geboren am 24. Januar 1911 in Indianapolis; gestorben am 4. April 1987 in Hollywood, Kalifornien) war eine amerikanische Science-Fiction-, Fantasy- und Horror-Autorin.

## Leben
Moore war die Tochter von Otto Newman Moore und von Maude Estelle, geborene Jones.
Nachdem sie bereits im November 1930 als Studentin an der Indiana University in der literarischen Studentenzeitschrift The Vagabond drei Erzählungen veröffentlicht hatte, begann ihre eigentliche literarische Laufbahn mit Shambleau, ihrer ersten in einem Pulp-Magazin veröffentlichten Science-Fiction-Geschichte, die zugleich ihre berühmteste ist. Bekannt ist die Anekdote, wie Farnsworth Wright, damals der Herausgeber von Weird Tales, aus dem Stapel mit Schrottmanuskripten ein paar Seiten herausholte und sie E. Hoffman Price, einem seiner Autoren zuwarf. Der rief nach dem Lesen der von C. L. Moore verfassten Geschichte begeistert aus: „Bei Gott, Plato, wer ist C. L. Moore? Er, sie oder es ist kollosal!“ Worauf die beiden einen C.-L.-Moore-Tag erklärten und sich frei nahmen.
Nicht nur der Herausgeber war beeindruckt, auch die Leser waren beim Erscheinen der Geschichte im November 1933 begeistert, darunter ein anderer Autor von Weird Tales, H. P. Lovecraft, der sich geradezu enthusiastisch äußerte:

“Shambleau is great stuff. It begins magnificently, on just the right note of terror, and with black intimations of the unknown. The subtle evil of the Entity, as suggested by the unexplained horror of the people, is extremely powerful—and the description of the Thing itself when unmasked is no letdown. It has real atmosphere and tension—rare things amidst the pulp traditions of brisk, cheerful, staccato prose and lifeless stock characters and images. The one major fault is the conventional interplanetary setting.”

„Shambleau ist tolles Zeug. Es beginnt großartig, genau mit dem richtigen Hauch von Schrecken und dunklen Andeutungen des Unbekannten. Die subtile Bösartigkeit des Wesens, die durch das Entsetzen der Leute angedeutet wird, ohne erklärt zu werden, ist ausgesprochen wirkungsvoll – und die Beschreibung des Wesens, nachdem die Hüllen gefallen sind, ist auch keine Enttäuschung. Da ist wirklich Atmosphäre und Spannung – eine Seltenheit inmitten all der flott-forschen, hingehämmerten Heftchenprosa mit ihren leblosen Standardfiguren und -bildern. Der einzige Mangel ist der konventionelle Science-Fiction-Rahmen“

Die Geschichte entstand Moore zufolge als ein Akt des Unbewussten oder als Folge einer Inspiration. Sie hatte wegen der Wirtschaftskrise die Universität verlassen müssen, arbeitete seit 1930 als Chefsekretärin bei der Fletcher Trust Company in Indianapolis und übte gerade Maschinenschreiben, als sie wie von ungefähr von einer „roten, rennenden Gestalt“ zu schreiben begann, eine halberinnerte Gedichtzeile, vielleicht von William Morris, wie Moore meinte. Sie schrieb weiter, und aus diesem fragmentarischen, halbautomatischen Schreiben entstand die Erzählung Shambleau.
Der Protagonist von Shambleau ist Northwest Smith, ein Schurke und Schmuggler in der Tradition zahlreicher Westernhelden, auf allen Planeten zuhause, vorzugsweise dort anzutreffen, wo das Gesetz kaum eine Geltung hat. Mit ihm hatte Moore eine ihrer Hauptfiguren gefunden und weitere Erzählungen mit Northwest Smith sollten folgen. Die andere Hauptfigur Moores trat erstmals in der Erzählung Der Kuss des schwarzen Gottes (1934) auf. Die rothaarige Kriegerin Jirel von Joiry ist Feudalherrscherin in einem fantastischen Mittelalter, die in ihren Kämpfen im Wesentlichen nicht durch das Schwert, sondern durch ihre innere Stärke obsiegt.
Durch den Umkreis der Korrespondenten von Lovecraft war Moore 1936 in Kontakt mit Henry Kuttner gekommen, einem jungen Autor, der einige Horrorerzählungen im Stil Lovecrafts veröffentlicht hatte. Der war sehr überrascht, als sich herausstellte, dass die Person hinter den Initialen „C. L.“ eine Frau war. 1938 begegneten sich die beiden erstmals und es entstand eine Freundschaft, die mit Briefen und gelegentlichen Treffen fortgeführt wurde – Kuttner lebte damals in New York, fuhr aber öfters mit dem Auto quer durch den Kontinent zur Westküste, wo er seine Wurzeln hatte, und besuchte auf dem Weg Moore in Indianapolis. Schon 1937 war es zu einer literarischen Begegnung in Form einer Kollaboration gekommen, Quest of the Star Stone, in der die beiden Protagonisten Moores, Northwest Smith und Jirel von Joiry in einem Crossover einander begegnen. In dieser ansonsten nicht in jeder Beziehung gelungenen Geschichte singt Northwest Smith das Lied „Die grünen Hügel der Erde“, das mit den Versen
To see across the darkness
The green hills of Earth
endet. Der einprägsame Vers wurde zum Titel eines der bekanntesten Werke Robert A. Heinleins, der 1951 erschienenen Sammlung Die grünen Hügel der Erde mit der Titelgeschichte.
Am 7. Juni 1940 heirateten Moore und Kuttner in New York. Moore sagte zu ihrem physisch wenig beeindruckenden Ehemann rückblickend: „Northwest Smith wäre ein sehr langweiliger Gatte gewesen. Henry Kuttner, wie seine Arbeiten zeigen und seine Freunde bezeugen, war wunderbar findig, aufmerksam, originell in seinen Ansichten und sehr, sehr lustig.“
Mit der Eheschließung begann die Zeit der intensiven und engen Zusammenarbeit – so eng, dass die beiden oft selbst nicht mehr sagen konnten, wer was geschrieben hatte. Es sind daher alle Werke aus den 1940er und 1950er Jahre als Gemeinschaftsarbeiten zu betrachten, der Autorenname, unter dem sie veröffentlicht wurden, kann nur ein Anhaltspunkt sein, insbesondere die Pseudonyme Lewis Padgett und Lawrence O’Donnell wurden gemeinschaftlich verwendet. Das Ehepaar ergänzte sich und einer kompensierte die Schwächen des anderen, so war Kuttner besser darin, einen Anfang zu machen, Moore konnte leichter ein Ende finden, Kuttner war besser im Entwickeln von Handlungsbögen, Moore schrieb einen besseren Stil, und so weiter.
Die besondere Qualität und Intensität der Zusammenarbeit gilt als nahezu einzigartig. Damon Knight schrieb:

„[…] zwei scheinbar unvereinbare Talente verschmolzen. Kuttners frühere Arbeiten waren clever und etwas oberflächlich, gut konstruiert, aber ohne rechte Substanz; Moore hatte stimmungsstarke Fantasy geschrieben, suggestiv, aber etwas dünn […] zusammen schrieben sie Storys, in denen Kuttners handwerklich solide konstruierte Handlungsbögen Moores poetischen Bildreichtum trugen.“

Und Barry Malzberg:

„Ihre Stile harmonisierten völlig […] sie waren das großartigste Autorengespann in der Geschichte literarischer Kollaboration. Wie Gilbert & Sullivan, Frazier & Ali, die 1978er Red Sox und die Yankees brachten sie gegenseitig das Beste aus sich heraus.“

Das Ehepaar wohnte etwa ein Jahr in New York, dann zogen sie nach Laguna Beach in Kalifornien.
Bei Ausbruch des Krieges war Kuttner aufgrund eines Herzgeräuschs nicht tauglich für Kampfeinsätze und wurde daher ab 1942 als Militärsanitäter in Fort Monmouth, New Jersey, stationiert, Catherine lebte derweil in der Nähe in Red Bank.
Nach dem Krieg zogen die Kuttners nach Hastings-on-Hudson im Staat New York, wo sie ein Haus kauften. 1948 veranlasste eine Herzerkrankung von Kuttner das Ehepaar, wieder in das mildere Klima Kaliforniens nach Laguna Beach zu ziehen.
In den Jahren nach 1955 war die belletristische Produktion Kuttners und Moores deutlich vermindert. Sie hatten zwar noch eine Reihe von Kriminalromanen mit dem Psychoanalytiker und Amateurdetektiv Michael Gray geschrieben. Angeblich sollen aber mindestens zwei der vier Romane die Arbeit von Ghostwritern sein.
Kuttner konnte mit einem Stipendium aufgrund des G. I. Bill an der University of Southern California studieren, auch Moore nahm ein Studium auf, machte 1956 mit Ehrenmitgliedschaften bei Phi Beta Kappa und Phi Kappa Phi den Bachelor und schloss 1964 mit dem Master ab.
Barry Malzberg zufolge hatten Kuttner und Moore die Absicht, sich ganz aus dem Geschäft des Schreibens für Pulp-Magazine zu lösen und wollten in Zukunft als Psychotherapeuten arbeiten.
Diese Pläne fanden ein Ende, als Kuttner im Februar 1958 im Alter von nur 42 Jahren im Schlaf vermutlich an einem Herzinfarkt starb.
Nach dem Tod Kuttners 1958 veröffentlichte sie keine weiteren Erzählungen mehr, aber arbeitete bis 1961 an der University of Southern California als Dozentin für kreatives Schreiben, war zugleich freie Drehbuchautorin und erfüllte die beim Tod Kuttners noch bestehenden Aufträge für Drehbücher.
1963 heiratete sie den Arzt Thomas Reggie.
1987 starb sie im Alter von 76 Jahren, nachdem sie in ihren letzten Jahren stark durch die Folgen einer Alzheimer-Erkrankung eingeschränkt war.
Ihre mit Lawrence O’Donnel (Pseudony ihres Ehemanns Henry Kuttner) verfasste Erzählung Vintage Season wurde 1991 von David Twohy unter dem Titel Timescape (auch The Grand Tour) verfilmt. In Deutschland ist der Film unter dem Titel Timescape – Im Wettlauf gegen die Zeit auf DVD erschienen.

## Auszeichnungen und Ehrungen
- 1972: First Fandom Hall of Fame Award
- 1973: Forry Award für das Lebenswerk
- 1977: Count Dracula Society Award
- 1981: World Fantasy Award für das Lebenswerk
- 1981: Gandalf Grand Master Award für das Lebenswerk
- 1998: Aufnahme in die Science Fiction Hall of Fame
- 2004: Cordwainer Smith Rediscovery Award für vergessene oder nicht mehr hinreichend gewürdigte Science-Fiction-Autoren, zusammen mit Harry Kuttner
- 2018: Retro Hugo Award 1943 für The Twonky (Der Twonky) als Best Short Story (Beste Kurzgeschichte)
- 2019: Retro Hugo Award 1944 für Mimsy Were the Borogoves (Mimsy Were the Borogoves, auch: Gar elump war der Pluckerwank, erschienen unter dem Pseudonym Lewis Padgett) als Best Novelette (Beste Erzählung)

1956 war sie zusammen mit Kuttner mit der Erzählung Home There's No Returning für den Hugo Award nominiert.
Ihre Erzählung Werewoman (1938) wurde 2016 für den Retro Hugo Award nominiert und die Erzählung There Shall Be Darkness (1942) für die Retro Hugos 2018.
1976 war Moore Ehrengast der 2. World Fantasy Convention.

## Bibliografie
Die Serien sind nach dem Erscheinungsjahr des ersten Bandes geordnet. Sind bei den Originalausgaben zwei Erscheinungsjahre angegeben, so ist das erste das des Erstdrucks und das zweite das der Erstausgabe (als Buch).
Northwest Smith (Kurzgeschichtenserie)
- Shambleau (1933)
  - Deutsch: Shambleau. Übersetzt von Chr. Nogly. In: Michel Parry (Hrsg.): Teuflische Küsse. Pabel  (Vampir Taschenbuch #64), 1978. Auch als: Shambleau. Übersetzt von Irene Holicki. In: Wolfgang Jeschke (Hrsg.): Heyne Science Fiction Jahresband 1982. Heyne SF&F #3870, 1982, ISBN 3-453-30756-9. Auch in: Der Kuß des schwarzen Gottes. 1982. Auch als: Shambleau. In: HR Giger (Hrsg.): Vampirric. Festa (Festa Nosferatu #1404), 2003, ISBN 3-935822-58-8.
- Black Thirst (1934)
  - Deutsch: Schwarzer Durst. In: Der Kuß des schwarzen Gottes. 1982.
- Scarlet Dream (1934)
- Dust of the Gods (1934)
- Julhi (1935)
- Nymph of Darkness (1935, auch als Nyusa, Nymph of Darkness, mit Forrest J. Ackerman)
- The Cold Gray God (1935)
- Yvala (1936, mit Forrest J. Ackerman als Amaryllis Ackerman)
- Lost Paradise (1936)
- The Tree of Life (1936)
- Werewoman (1938)
- Song in a Minor Key (1940)
- Northwest of Earth (1954, Sammlung)
- Shambleau (1958, Sammlung)
- Scarlet Dream (1981, Sammlung, auch als Northwest Smith, 1982)
- Northwest of Earth: The Complete Northwest Smith (2008, Sammlung)
- Northwest of Earth (2011, Sammlung)

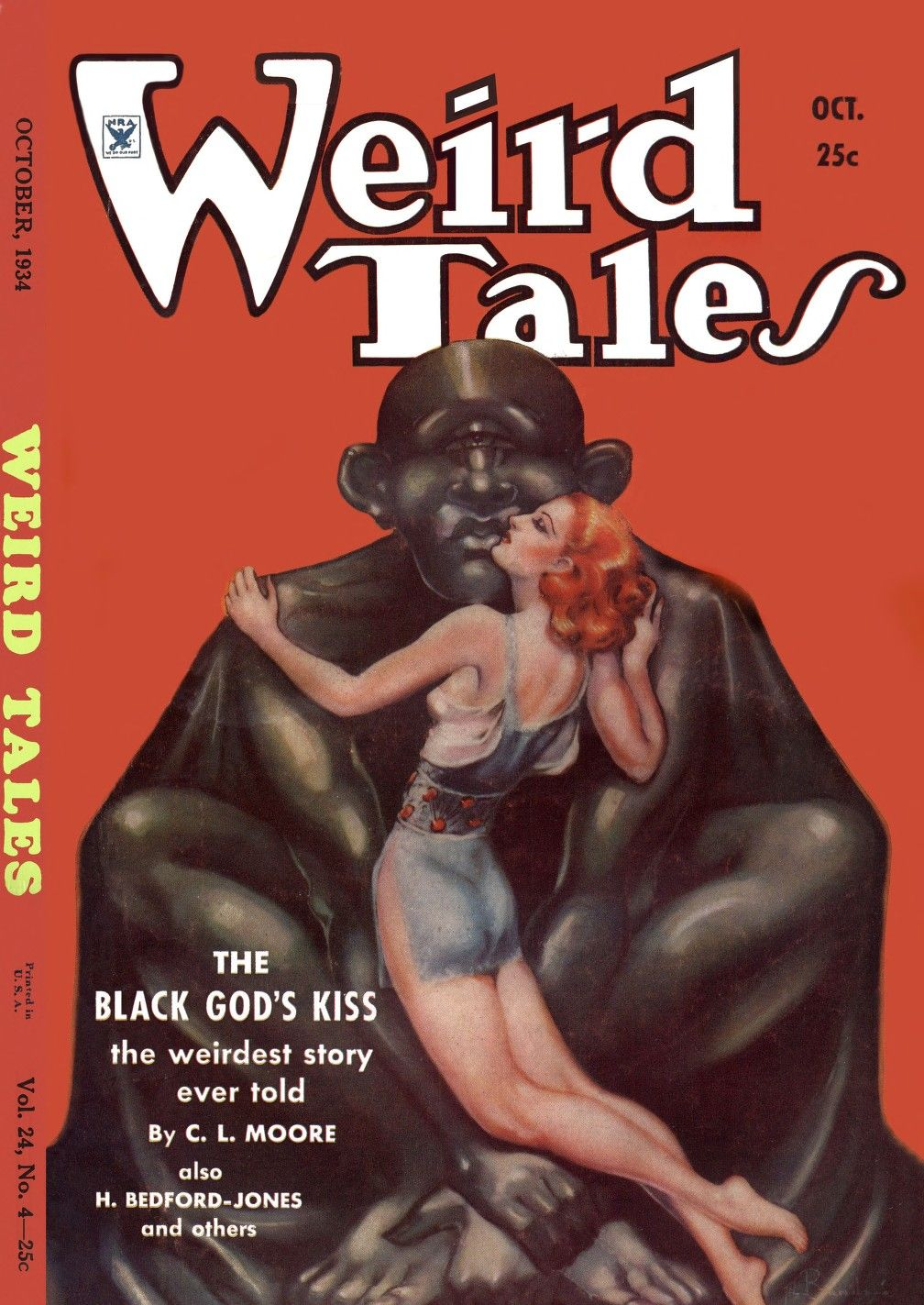
Cover der Oktoberausgabe 1934 des Magazins Weird Tales mit der Geschichte The Black God’s Kiss.

Jirel of Joiry (Kurzgeschichtenserie)
- Black God’s Kiss (1934)
  - Deutsch: Der Kuss des Schwarzen Gottes. 1976. Auch als: Der Kuß des schwarzen Gottes. In: Jirel, die Amazone. 1976. Auch als: Der Kuß des schwarzen Gottes. In: Der Kuß des schwarzen Gottes. 1982. Auch in: Der Kuß des schwarzen Gottes. 2002.
- Black God’s Shadow (1934)
  - Deutsch: Der Schatten des schwarzen Gottes. In: Jirel, die Amazone. 1976. Auch in: Jirel, die Amazone. 2002.
- Jirel Meets Magic (1935)
  - Deutsch: Der Turm der Welten. Übersetzt von Lore Straßl. In: Jirel, die Amazone. 1976. Auch in: Jirel, die Amazone. 2002.
- The Dark Land (1936)
  - Deutsch: Das dunkle Land. Übersetzt von Lore Straßl. In: Hugh Walker (Hrsg.): Schwerter, Schemen und Schamanen. Pabel (Terra Fantasy #32), 1977. Auch in: Jirel, die Amazone. 2002.
- Quest of the Starstone (1937, mit Henry Kuttner)
  - Deutsch: Das Geheimnis des Sternensteins. Übersetzt von Lore Straßl. In: Jirel, die Amazone. 2002.
- Hellsgarde (1939)
  - Deutsch: Hellsgarde. In: Walter Spiegl (Hrsg.): Science-Fiction-Stories 25. Ullstein 2000 #45 (2964), 1973, ISBN 3-548-02964-1. Auch als: Hellsgate. In: L. Sprague de Camp (Hrsg.): Schwerter und Magie. Ullstein (Ullstein Science Fiction & Fantasy #31160), 1973, ISBN 3-548-31160-1.
  - Deutsch: Hellsgarde. In: Jirel, die Amazone. 2002.
- Jirel of Joiry (1969, Sammlung, auch als Black God’s Shadow, 1977)
- Black Gods and Scarlet Dreams (2002)
- Black God’s Kiss (2007, Sammlung)

Deutsche Zusammenstellungen:
- Jirel, die Amazone. Pabel (Terra Fantasy #25), 1976.
- Jirel, die Amazone. Festa (Festa Dark Fantasy #1102), 2002, ISBN 3-935822-44-8.

Keeps (mit Henry Kuttner)
- 1 Clash by Night (1943, Kurzgeschichte)
  - Deutsch [als Lawrence O’Donnell]: Aus der Tiefe empor. In: Walter Spiegl (Hrsg.): Science-Fiction-Stories 14. Ullstein 2000 #24 (2889), 1972, ISBN 3-548-02889-6.
  - Deutsch [als Lawrence O’Donnell]: Entscheidung nach der Schlacht. In: Isaac Asimov, Martin H. Greenberg (Hrsg.): Die besten Stories von 1943. Moewig (Playboy Science Fiction #6724), 1982, ISBN 3-8118-6724-5.
- 2 Fury (1947, als Lawrence O’Donnell, 1950, auch als Destination: Infinity, 1958)
  - Deutsch: Alle Zeit der Welt. Moewig (Terra Sonderband #53/54) 1962. Auch als: Knaur Science Fiction & Fantasy #5716, 1979, ISBN 3-426-05716-6.

Baldy (Kurzgeschichtenserie, mit Henry Kuttner, auch als Lewis Padgett)
- The Piper’s Son (1945)
- Three Blind Mice (1945)
- The Lion and the Unicorn (1945)
- Beggars in Velvet (1945)
- Mutant (1953, Sammlung)
  - Deutsch [als Lewis Padgett]: Die Mutanten. In: Lewis Padgett: Die Mutanten. Heyne SF&F #3065, 1966.
- Humpty Dumpty (1953)
  - Deutsch [als Lewis Padgett]: Hexenjagd. In: Walter Spiegl (Hrsg.): Science-Fiction-Stories 10. Ullstein 2000 #15 (2860), 1972, ISBN 3-548-02860-8.

Hogben (Kurzgeschichtenserie, mit Henry Kuttner)
- 2 Exit the Professor (1947)
- 4 See You Later (1949)
- 5 Cold War (1949)

Romane
- Earth’s Last Citadel (1943, mit Henry Kuttner)
  - Deutsch: Der Brunnen der Unsterblichkeit. Moewig (Terra #450), 1966.
- Judgment Night (1943, 1952)
  - Deutsch: Die Nacht des Gerichts. Bastei Lübbe, Science Fiction Abenteuer #23045, 1985, ISBN 3-404-23045-0.
- Beyond Earth’s Gates (1949, auch als The Portal in the Picture, 1954, mit Henry Kuttner)
- Doomsday Morning (1957)

Sammlungen
- A Gnome There Was and Other Tales of Science Fiction and Fantasy (1950, mit Henry Kuttner, als Lewis Padgett)
- Tomorrow and Tomorrow and the Fairy Chessmen (1951, mit Henry Kuttner, als Lewis Padgett)
- Judgment Night (1952)
- Shambleau and Others (1953)
- Line to Tomorrow (1954, mit Henry Kuttner, als Lewis Padgett)
- No Boundaries (1955, mit Henry Kuttner)
- Shambleau (1961)
- Gespräch aus der Zukunft und andere Stories (1970, mit Henry Kuttner, als Henry Kuttner)
- The Best of C. L. Moore (1975, herausgegeben von Lester del Rey)
  - Deutsch: Der Kuß des schwarzen Gottes. Heyne SF&F #3874, 1982, ISBN 3-453-30760-7. Auch als: Shambleau. Heyne (Bibliothek der Science Fiction Literatur #77), 1982, ISBN 3-453-03929-7.
- Clash by Night and Other Stories (1980, mit Henry Kuttner)
- Chessboard Planet and Other Stories (1983, mit Henry Kuttner)
- Two-Handed Engine (2005, mit Henry Kuttner)
- Miracle in Three Dimensions (2008)
- Greater Than Gods and Tryst in Time (2009)
- Detour to Otherness (2010, mit Henry Kuttner)

Kurzgeschichten
- Happily Ever After (1930)
- Semira (1930)
- Two Fantasies (1930)
- The Bright Illusion (1934)
  - Deutsch: Das glänzende Trugbild. In: Der Kuß des schwarzen Gottes. 1982.
- Greater Glories (1935)
- The Challenge from Beyond (Teil 1 von 5, 1935)
  - Deutsch: Die Bedrohung aus dem Weltraum. In: Frank Festa (Hrsg.): Der Lovecraft-Zirkel. Blitz (H. P. Lovecrafts Bibliothek des Schreckens #2603), 2000, ISBN 3-932171-89-6.
- Tryst in Time (1936)
  - Deutsch: Stelldichein in der Zeit. In: Der Kuß des schwarzen Gottes. 1982.
- Miracle in Three Dimensions (1939) [auch als Catherine L. Moore]
- Greater Than Gods (1939)
  - Deutsch: Größer als die Götter. In: Der Kuß des schwarzen Gottes. 1982. Auch als: Mächtiger als die Götter. In: Isaac Asimov, Martin H. Greenberg (Hrsg.): Die besten Stories von 1939. Moewig (Playboy Science Fiction #6727), 1982, ISBN 3-8118-6727-X.
- All Is Illusion (1940, mit Henry Kuttner)
- Fruit of Knowledge (1940)
  - Deutsch: Frucht der Erkenntnis. In: Der Kuß des schwarzen Gottes. 1982.
- A Gnome There Was (1941, mit Henry Kuttner)
  - Deutsch: Es war einmal ein Zwerg. In: Isaac Asimov (Hrsg.): Die besten Stories von 1941. Moewig (Playboy Science Fiction #6713), 1981, ISBN 3-8118-6713-X.
- There Shall Be Darkness (1942)
  - Deutsch: Kein Licht am Horizont. In: Martin Greenberg (Hrsg.): 8 Science Fiction-Stories. Heyne (Heyne-Anthologien #8), 1964.
- Deadlock (1942, mit Henry Kuttner)
  - Deutsch [als Lewis Padgett]: Frage und Antwort. In: Martin Greenberg (Hrsg.): Die Roboter und wir. Moewig (Terra Sonderband #50), 1962.
- The Twonky (1942, mit Henry Kuttner)
  - Deutsch [als Henry Kuttner]: Der Twonky. In: Henry Kuttner: Gespräch aus der Zukunft und andere Stories. Moewig (Terra Nova #143), 1970. Auch als: Der Twonky. In: Peter Haining (Hrsg.): Gefährliche Possen. Heyne SF&F #5909, 1997, ISBN 3-453-13343-9.
- Compliments of the Author (1942, mit Henry Kuttner)
- Piggy Bank (1942, mit Henry Kuttner)
- Nothing But Gingerbread Left (1943, mit Henry Kuttner)
- Mimsy Were the Borogoves (1943, mit Henry Kuttner)
  - Deutsch [als Lewis Padgett]: Mimsy Were the Borogoves. In: Gotthard Günther (Hrsg.): Überwindung von Raum und Zeit. Rauch (Rauchs Weltraum-Bücher #3), 1952. Auch als: Gar elump war der Pluckerwank. In: Robert Silverberg, Wolfgang Jeschke (Hrsg.): Titan 9. Heyne SF&F #3614, 1978, ISBN 3-453-30522-1.
- Shock (1943, mit Henry Kuttner)
  - Deutsch [als Henry Kuttner]: Schocktherapie. In: Henry Kuttner: Gespräch aus der Zukunft und andere Stories. Moewig (Terra Nova #143), 1970.
- Open Secret (1943, mit Henry Kuttner)
- Endowment Policy (1943, mit Henry Kuttner)
- Doorway Into Time (1943)
- The Iron Standard (1943, mit Henry Kuttner)
- The Proud Robot (1943, mit Henry Kuttner)
  - Deutsch [als Henry Kuttner]: Der verrückte Erfinder. In: Henry Kuttner: Der verrückte Erfinder und andere Stories. Moewig (Terra #444), 1966. Auch als: Der eitle Roboter. In: Walter Spiegl (Hrsg.): Science-Fiction-Stories 66. Ullstein 2000 #127 (3323), 1977, ISBN 3-548-03323-7.
  - Deutsch [als Lewis Padgett]: Der eitle Roboter. In: Isaac Asimov, Martin H. Greenberg (Hrsg.): Die besten Stories von 1943. Moewig (Playboy Science Fiction #6724), 1982, ISBN 3-8118-6724-5. Auch als: Der selbstverliebte Roboter. In: Hannes Riffel, Jakob Schmidt (Hrsg.): Pandora, Fall 2009. Shayol, 2009, ISBN 978-3-926126-82-5.
- The Children’s Hour (1944, mit Henry Kuttner)
  - Deutsch [als Henry Kuttner]: Die Stunde der Kinder. In: Walter Spiegl (Hrsg.): Science-Fiction-Stories 17. Ullstein 2000 #29 (2905), 1972, ISBN 3-548-02905-1.
- Housing Problem (1944, mit Henry Kuttner)
- When the Bough Breaks (1944, auch als When the Bough Bends, mit Henry Kuttner)
- No Woman Born (1944)
  - Deutsch: Keine Frau ward je geboren. In: Nur ein Marsweib und andere Science Fiction-Stories. Ullstein, 1959. Auch als: Nie wurde eine solche Frau geboren. In: Der Kuß des schwarzen Gottes. 1982.
- Baby Face (1945, mit Henry Kuttner)
- The Code (1945)
- Camouflage (1945, mit Henry Kuttner)
  - Deutsch [als Henry Kuttner]: Der Transplant. In: Henry Kuttner: Gespräch aus der Zukunft und andere Stories. Moewig (Terra Nova #143), 1970. Auch [als Lewis Padgett]: Der Transplant. In: Walter Spiegl (Hrsg.): Science-Fiction-Stories 34. Ullstein 2000 #63 (3029), 1973, ISBN 3-548-03029-7.
- What You Need (1945, mit Henry Kuttner)
  - Deutsch [als Henry Kuttner]: Was Sie brauchen …. In: Henry Kuttner: Gespräch aus der Zukunft und andere Stories. Moewig (Terra Nova #143), 1970.
- Line to Tomorrow (1945, mit Henry Kuttner)
  - Deutsch [als Henry Kuttner]: Gespräch aus der Zukunft. In: Henry Kuttner: Gespräch aus der Zukunft und andere Stories. Moewig (Terra Nova #143), 1970.
- The Fairy Chessmen (1946, auch als Chessboard Planet, 1956, auch als The Far Reality, 1963, mit Henry Kuttner)
  - Deutsch [als Lewis Padgett]: Gefährliches Schachspiel. Pabel (Utopia-Großband #108), 1959. Auch als: Stress. In: Walter Spiegl (Hrsg.): Science-Fiction-Stories 22. Ullstein 2000 #39 (2943), 1973, ISBN 3-548-02943-4.
- This Is the House (1946, mit Henry Kuttner)
  - Deutsch [als Henry Kuttner]: Das verhexte Haus. In: Henry Kuttner: Der verrückte Erfinder und andere Stories. Moewig (Terra #444), 1966. Auch [als Lawrence O’Donnell]: Das flüsternde Haus. In: Walter Spiegl (Hrsg.): Science-Fiction-Stories 10. Ullstein 2000 #15 (2860), 1972, ISBN 3-548-02860-8.
- The Dark Angel (1946, mit Henry Kuttner)
- We Kill People (1946, mit Henry Kuttner, als Lewis Padgett)
- The Cure (1946, mit Henry Kuttner)
- Rain Check (1946, mit Henry Kuttner, als Lewis Padgett)
- Absalom (1946, mit Henry Kuttner)
- Call Him Demon (1946, mit Henry Kuttner)
  - Deutsch [als Henry Kuttner]: Vielleicht ein Dämon. In: Terry Carr, Martin Harry Greenberg (Hrsg.): Traumreich der Magie: Höhepunkte der modernen Fantasy. Heyne SF&F #4254, 1985, ISBN 3-453-31262-7.
- The Little Things (1946, mit Henry Kuttner)
- Vintage Season (1946, mit Henry Kuttner), in Astounding Science Fiction
  - Deutsch: Traubenlese. In: Ben Bova, Wolfgang Jeschke (Hrsg.): Titan 11. Heyne SF&F #3651, 1979, ISBN 3-453-30564-7. Auch als: Traubenlese. In: Der Kuß des schwarzen Gottes. 1982.
- Daemon (1946)
  - Deutsch: Der Dämon. In: Der Kuß des schwarzen Gottes. 1982.
- Time Enough (1946, mit Henry Kuttner, als Lewis Padgett)
- Tomorrow and Tomorrow (1947, mit Henry Kuttner)
- Juke-Box (1947, mit Henry Kuttner)
- Project (1947, mit Henry Kuttner)
- Jesting Pilot (1947, mit Henry Kuttner)
  - Deutsch [als Henry Kuttner]: Spezialbehandlung. In: H. J. Alpers (Hrsg.): Metropolis brennt! Moewig Science Fiction #3591, 1982, ISBN 3-8118-3591-2.
- Dream’s End (1947, mit Henry Kuttner)
- Margin for Error (1947, mit Henry Kuttner) [als Lewis Padgett]
- Happy Ending (1948, mit Henry Kuttner)
- Private Eye (1949, mit Henry Kuttner)
  - Deutsch: Spürauge. In: Helmuth W. Mommers, Arnulf D. Krauß (Hrsg.): 10 Science Fiction Kriminal-Stories. Heyne (Heyne-Anthologien #11), 1965.
- The Prisoner in the Skull (1949, mit Henry Kuttner) [als Lewis Padgett]
- Promised Land (1950) [auch als Lawrence O’Donnell]
- Heir Apparent (1950)
- The Sky Is Falling (1950, mit Henry Kuttner)
  - Deutsch [als Henry Kuttner]: Donner auf dem Mars. In: Henry Kuttner: Der verrückte Erfinder und andere Stories. Moewig (Terra #444), 1966.
- Paradise Street (1950) [auch als Lawrence O’Donnell]
- Carry Me Home (1950, mit Henry Kuttner)
- The Odyssey of Yiggar Throlg (1951, mit Henry Kuttner) [als C. H. Liddell]
- Golden Apple (1951, mit Henry Kuttner) [als C. H. Liddell]
- Android (1951, auch als Those Among Us, mit Henry Kuttner)
  - Deutsch [als Henry Kuttner]: Der Androide. In: Arnulf D. Krauß, Helmuth W. Mommers (Hrsg.): 7 Science Fiction-Stories. Heyne (Heyne-Anthologien #17), 1966.
- We Shall Come Back (1951, mit Henry Kuttner) [auch als C. H. Liddell]
- The Ego Machine (1952, mit Henry Kuttner)
- A Wild Surmise (1953, mit Henry Kuttner)
  - Deutsch: Eine abenteuerliche Vermutung. In: Frederik Pohl, Wolfgang Jeschke (Hrsg.): Titan 3. Heyne SF&F #3520, 1976, ISBN 3-453-30386-5.
- The Visitors (1953, auch als De Profundis, mit Henry Kuttner)
- Home Is the Hunter (1953, mit Henry Kuttner)
  - Deutsch [als Henry Kuttner]: Ende der Jagd. In: Walter Spiegl (Hrsg.): Science-Fiction-Stories 34. Ullstein 2000 #63 (3029), 1973, ISBN 3-548-03029-7.
- Or Else (1953, mit Henry Kuttner)
  - Deutsch [als Henry Kuttner]: Oder es knallt! In: James Sallis (Hrsg.): Das Kriegsbuch. Peter Hammer, 1972, ISBN 3-87294-032-5.
- Chapter 6 (1954, mit Henry Kuttner) [als Lewis Padgett]
- Home There’s no Returning (1955, mit Henry Kuttner)
- Two-Handed Engine (1955, mit Henry Kuttner)
  - Deutsch [als Lewis Padgett]: Den Rächer auf den Fersen. In: Helmuth W. Mommers, Arnulf D. Krauß (Hrsg.): 10 Science Fiction Kriminal-Stories. Heyne (Heyne-Anthologien #11), 1965.
- Rite of Passage (1956, mit Henry Kuttner)
- Here Lies … (1956)
- Near Miss (1958, mit Henry Kuttner)

## Verfilmungen
- 1991: Timescape
- 2007: Mimzy – Meine Freundin aus der Zukunft (The Last Mimzy)